# Americhernes bethaniae
Americhernes bethaniae är en spindeldjursart som beskrevs av Volker Mahnert 1979. Americhernes bethaniae ingår i släktet Americhernes och familjen blindklokrypare. Inga underarter finns listade i Catalogue of Life.